# 夏堀悌二郎
夏堀 悌二郎（なつぼり ていじろう、1895年（明治28年）4月29日 - 1967年（昭和42年）12月2日）は、日本の政治家。青森県八戸市の6代目～7代目市長。

## 来歴・人物
青森県三戸郡地引村（現在の南部町）生まれ。東京帝国大学法科大学独法科を卒業した。1920年（大正9年）、判事として前橋、東京、釧路の裁判所に勤務した。小樽地方裁判所判事となり、退官。小樽市で弁護士を開業し、1928年（昭和3年）から1936年（昭和11年）まで2期北海道会議員を務めた。
夏堀源三郎の要請で帰郷し、1943年（昭和18年）八戸で弁護士を開業、1946年（昭和21年）には、自由党から出馬し、八戸市初の公選市長となった。

### 1946年八戸市長選挙
山内亮の市長辞任により、当時の市議会議長であった鈴木惣吉より「今日の社会情勢から市会で決定することについては無理があるため、世論を尊重する公選としたい」との提案があり、議員全員がこれに賛成し、市長公選が実現した。
当時は公職選挙法が施行前であり、まだ公選そのものが定着していない時期であったが、協議の結果以下の方法で実施された。
- 選挙管理は全市議会議員と各町内会長で構成する市長公選委員会として、委員長を市議会議長が、副委員長を副議長が務める。
- 1926年（大正15年）5月31日までに出生する男女を選挙人名簿に登録する。
- 上記名簿は5月20日現在の市政台帳をもとに6月5日までに各町内会が作成する。
- 単記無記名とする。
- 不在者投票は行わない。
- 市議会に市長を推薦するのは、有効投票の3分の2以上を獲得したものとする。

投票の結果、投票総数28,184票（うち無効票627票）、68.3％の投票率を記録し、悌二郎が市長に選出された。
※当日有権者数：-人 最終投票率：68.3%（前回比：-pts）
| 候補者名   | 年齢 | 所属党派 | 新旧別 | 得票数   | 得票率 | 推薦・支持 |
| ---------- | ---- | -------- | ------ | -------- | ------ | ---------- |
| 夏堀悌二郎 | -    | -        | -      | 17,333票 | 63.0%  | -          |
| 岩淵謙一   | -    | -        | -      | 10,200票 | 37.0%  | -          |

7月20日に市長に就任した。

### 1947年八戸市長選挙
日本国憲法施行後、初の公選選挙が実施された。顔ぶれは前回と同じであったが、これを破って再選を果たした。
※当日有権者数：-人 最終投票率：-%（前回比：-pts）
| 候補者名   | 年齢 | 所属党派   | 新旧別 | 得票数   | 得票率 | 推薦・支持 |
| ---------- | ---- | ---------- | ------ | -------- | ------ | ---------- |
| 夏堀悌二郎 | -    | 自由党     | 現     | 18,836票 | 60.8%  | -          |
| 岩淵謙一   | -    | 日本社会党 | 新     | 12,163票 | 39.2%  | -          |

### 1951年八戸市長選挙
自由党が悌二郎を擁立したのに対して、民主党が社会党との共闘で外交官出身の村井倉松を擁立した。結果、村井に敗れた。
※当日有権者数：-人 最終投票率：89.8%（前回比：-pts）
| 候補者名   | 年齢 | 所属党派 | 新旧別 | 得票数   | 得票率 | 推薦・支持 |
| ---------- | ---- | -------- | ------ | -------- | ------ | ---------- |
| 村井倉松   | -    | -        | 新     | 24,675票 | 59.7%  | -          |
| 夏堀悌二郎 | -    | -        | 現     | 16,657票 | 40.3%  | -          |

4月4日に退任した。

## 政策

### 沈船防波堤造成
港湾機能の向上のために、1億7000万円の費用をかけ国内初の沈船防波堤が造成された。
造成にあたっては、GHQに破棄が指示されていた「富島丸」「大杉丸」「東条丸」の三隻が使われた。
昭和42年に撤去される。

### 水道建設
水道建設のため「愛市公債」と称し、一部を公共事業とし、残りを市民が期成同盟会を作り事業を分担する方法を取った。

### 北奥羽経済建設協議会
1949年（昭和24年）に「行政区画にとらわれない経済の振興、資源の開発、産業の発展」をかかげ北奥羽経済建設協議会を設立し、八戸市長である悌二郎が会長についた。県境を越えた取り組みは当時は画期的なものであった。

## 関連
- 夏堀正元 - 長男[11]。作家。
- 小林多喜二 - 小樽高商で「民法概論」を担当しており、在学していた小林多喜二が受講したという。